# Cosplay-Restaurant
Ein Cosplay-Restaurant (jap. コスプレ系飲食店, Kosupure-kei inshokuten) ist eine Art von Restaurant, die um das Jahr 2000 in Akihabara, Tokyo aufkam und der Otaku-Szene zuzuordnen ist.

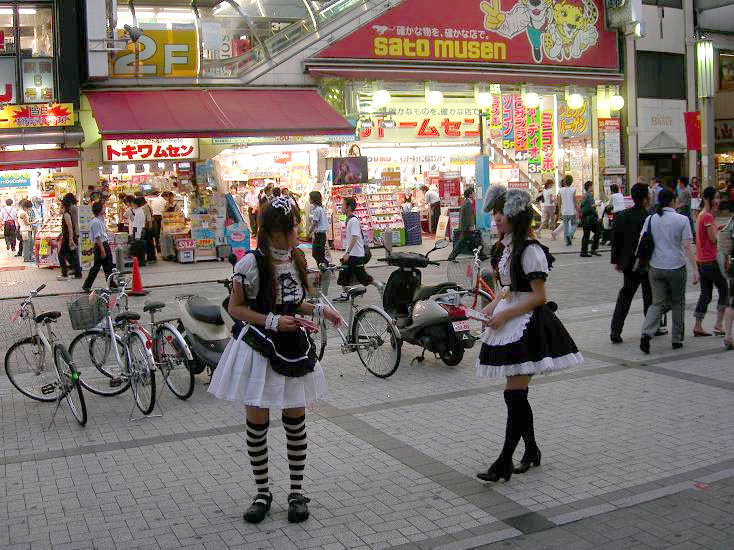
Maids werben Kunden in Akihabara

Am typischsten sind Cafés mit Kellnerinnen im Dienstmädchenlook, die Maid Cafés (メイド喫茶, meido kissa oder メイドカフェ, meido kafe). Die Angestellten tragen Dienstmagd- oder Schuluniformen, wobei in jedem Cafe ein bestimmter Cosplay-Stil eingehalten wird. Sie folgen einer Art Rollenspiel, bei dem der Kunde der Herr und die Kellnerin eine Dienerin ist. Die Angestellten begrüßen Kunden mit „Willkommen zuhause“ (お帰りなさいませ, okaerinasaimase) und sprechen sie als „Gebieter“ an (ご主人様, go-shujin-sama). Die Bedienung ist auch für japanische Verhältnisse besonders zuvorkommend: Getränke und Speisen werden auf Knien serviert, selbst der Kaffee wird für den Kunden umgerührt.
Die Kellnerinnen achten darauf, sich niedlich und moe zu verhalten und sich im Gespräch mit dem Gast möglichst positiv und bewundernd über ihn zu äußern. Gegen Aufpreis sind Polaroid-Fotos mit der Kellnerin möglich. Typischerweise erfolgen diese in Posen aus von dem Kunden ausgewählten Anime und werden mit Zeichnungen oder einer Widmung verziert. Man kann (manche) Maids und Fotostudios stundenweise mieten, um die Maid in Kostümen und Posen nach Wahl zu fotografieren.
Maid Cafés sind hauptsächlich in Tokyo, in Akihabara und in Osaka in Den Den Town zu finden. Aber auch außerhalb Japans gab/gibt es vereinzelt Maid Cafés, z. B. in Kanada.
Eine neuere Entwicklung der Maid-Café-Szene sind Mimikaki Salons (耳かきエステ, mimikaki esute, dt. „Ohrstäbchen-Schönheitssalon“), in denen kostümierte weibliche Angestellte den Kunden die Ohren reinigen – eine traditionelle Geste der Intimität in Japan. Es werden auch Hand- und Fußmassagen angeboten. 
Die männliche, seltenere Version von Maid Cafés sind Butler Cafés (執事喫茶, shitsuji kissa), in denen junge Männer in Frack oder vergleichbarer Kleidung bedienen.